# Dinastia Chacri
A Dinastia Chacri (ou Jagri em tailandês: ราชวงศ์จักรี) é a atual casa real do Reino da Tailândia, cujo chefe é o atual rei Vajiralongkorn, ou Rama X. A Dinastia governa a Tailândia desde a fundação da era Ratthanakosin, na cidade de Bancoque em 1782, após a deposição do rei Taksin de Thonburi, quando a capital do antigo Sião foi deslocada para a outra margem do rio e Bangkok é fundada. A Casa de Jagri foi inaugurada pelo Rei Buddha Yodfa Chulaloke Ayutthayan um líder militar que estava a serviço do antigo rei Taksin, mas que o traiu e assumiu o trono depois de um golpe de estado. 
Antes da ascensão ao trono, Rei Buddha Yodfa Chulaloke (Rama I) já usava o título de Jagri por anos. Este título foi concebido pelos grandes senhores de Aiutaiá para reflectir as proezas do titular no campo de batalha. Como fundador da dinastia, o próprio Rama I escolheu tanto o nome como o emblema para a dinastia. O emblema da casa é composto por um disco (Chakra) e um tridente (Trisula), as armas celestes dos deuses Vishnu e Shiva, dos quais o soberano tailandês é visto como uma encarnação. A sede da Casa Real é o Grande Palácio de Bangkok.

## Família Real da Tailândia
A presente Família Real da Tailândia é descendente do príncipe Mahidol Adulyadej de Songkla (1898 - 1929) e  Srinagarindra (1900 - 1995) que formaram um ramo masculino real, a Casa de Mahidol (ราชสกุลมหิดล). O príncipe Mahidol era filho do rei Chulalongkorn, o Grande (Rama V) e sua espos, a princesa consorte Savang Vadhana. O príncipe também foi meio-irmão de ambos os reis Vajiravudh (Rama VI) e Prajadhipok (Rama VII). Após a morte do rei Ananda Mahidol (filho mais velho do príncipe Mahidol), o actual monarca, o rei Bhumibol Adulyadej (o filho mais novo do príncipe) subiu ao trono em 1946. Em 1949 o novo rei casou-se com sua prima Rajawongse Sirikit Kitiyakara (uma filha de Mom Chao Nakkhatra Mangkala Kitiyakara, neto do rei Chulalongkorn).

### Membros
Esta é uma lista dos atuais membros da família real:
- SM o Rei
  - SAR a Princesa Bajrakitiyabha (filha mais velha do rei)
  - SAR a Princesa Sirivannavari Nariratana (filha mais nova do rei)
  - SAR o Príncipe Dipangkorn Rasmijoti (filho mais novo do rei)
- SM a Rainha Viúva (mãe do rei)
- Princesa Ubolratana Rajakanya (irmã do rei)
- SAR a Princesa Maha Chacri Sirindhorn, Princesa Real (irmã do rei)
- SAR a Princesa Chulabhorn Walailak (irmã do rei)
  - SAR a Princesa Siribhachudhabhorn (filha mais velha da princesa Chulabhorn)
  - SAR a Princesa Adityadhornkitikhun (filha mais nova da princesa Chulabhorn)

### Outros Membros
- SAR a Princesa Soamsawali (ex-consorte do rei e a mãe da princesa Bajrakitiyabha)
- Khun Ploypailin Jensen (filha mais velha da princesa Ubolratana)
- Khun Sirikitiya Jensen (filha mais nova da princesa Ubolratana)
- Thanpuying Dhasanawalaya Sornsongkram (sobrinha do rei, filha da falecida princesa Galyani Vadhana)

### Outros membros não-oficiais
- SAR o Príncipe Mahidol Juthavachara (primeiro filho do príncipe herdeiro, nascimento por sua ex-esposa)
- SAR o Príncipe Mahidol Vacharaesorn (segundo filho do príncipe herdeiro, nascimento por sua ex-esposa)
- SAR o Príncipe Mahidol Chacriwat (terceiro filho do príncipe herdeiro, nascimento por sua ex-esposa)
- SAR o Príncipe Mahidol Vatchrawee (quarto filho do príncipe herdeiro, nascimento por sua ex-esposa)

### Membros recentemente falecidos
- SM o Rei Rama IX (pai do Rei, morto em 2016)
- SAR a Princesa Bejaratana Rajasuda (prima em 2.º grau do rei, morta em 2011)
- SAR a Princesa Galyani Vadhana, Princesa de Naradhiwas (tia do rei, morta em 2008)
- Khun Bhumi Jensen (filho da princesa Ubolratana) (sobrinho do rei, morto em 2004)
- SAR a Princesa Srinagarindra, a Princesa Mãe (avó do rei, morta em 1995)

## Lista de Reis da Dinastia Chacri
- Buda Yodfa Chulalok o Grande (Rama I)

พระบาทสมเด็จพระพุทธยอดฟ้าจุฬาโลกมหาราช (6 de abril de 1782 - 7 de setembro de 1809)
- Buda Loetla Nabhalai (Rama II)

พระบาทสมเด็จพระพุทธเลิศหล้านภาลัย (7 de setembro de 1809 - 21 de julho de 1824)
- Nangklao (Rama III)

พระบาทสมเด็จพระนั่งเกล้าเจ้าอยู่หัว (21 de julho de 1824 - 2 de abril de 1851)
- Mongkut (Rama IV)

พระบาทสมเด็จพระจอมเกล้าเจ้าอยู่หัว (3 de abril de 1851 - 1 de outubro de 1868)
- Chulalongkorn, o Grande (Rama V)

พระบาทสมเด็จพระจุลจอมเกล้าเจ้าอยู่หัว "พระปิยมหาราช" (2 de outubro de 1868 - 23 de outubro de 1910)
- Vajiravudh (Rama VI)

พระบาทสมเด็จพระมงกุฎเกล้าเจ้าอยู่หัว (23 de outubro de 1910 - 26 de novembro de 1925)
- Prajadhipok (Rama VII)

พระบาทสมเด็จพระปกเกล้าเจ้าอยู่หัว (26 de novembro de 1925 - 2 de março de 1935)
- Ananda Mahidol (Rama VIII)

พระบาทสมเด็จพระเจ้าอยู่หัวอานันทมหิดล (2 de março de 1935 - 9 de junho de 1946)
- Bhumibol Adulyadej, o Grande (Rama IX)

พระบาทสมเด็จพระเจ้าอยู่หัวภูมิพลอดุลยเดชมหาราช (9 de junho de 1946 - 13 de outubro de 2016)
- Maha Vajiralongkorn (Rama X)

มหาวชิราลงกรณ (28 de julho de 1952)